# Паргалы Ибрагим-паша
Паргалы́ Ибраги́м-паша́ (также известный как Френк («европеец»), Ибрагим-паша Макбул («фаворит»), Ибрагим-паша и Мактул («казнённый») Ибрагим-паша; 1495, Парга, Венецианская республика — 15 марта 1536, Стамбул) — государственный деятель Османской империи, великий визирь при Сулеймане Великолепном.
В 1523 году он стал великим визирем, сменив Пири Мехмеда-пашу, и оставался на этом посту вплоть до 1536 года, когда по приказу султана он был казнён, а его имущество конфисковано в казну государства. 

## Биография

### Происхождение

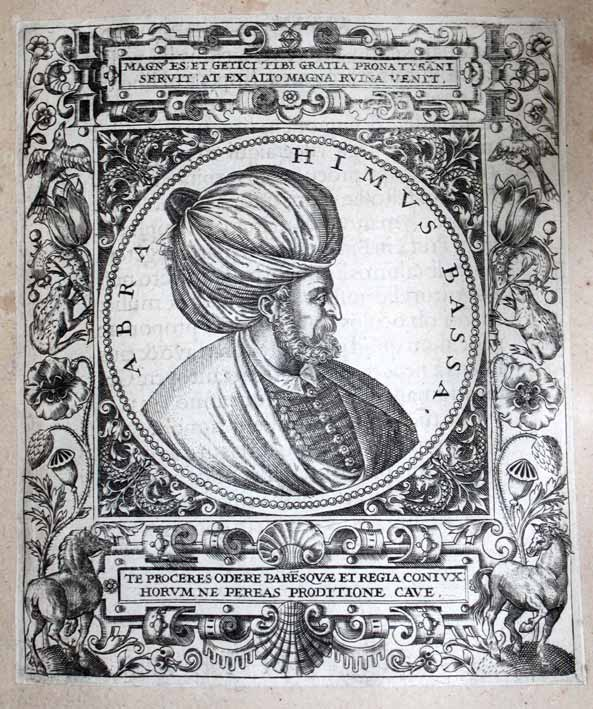
Паргалы Ибрагим-паша

Ибрагим родился в христианской семье из Парги (отсюда пошло и его прозвище — Паргалы), территория современной Греции, в те времена бывшей владениями Венецианской республики. В детстве он был похищен пиратами или захвачен при военном набеге и попал во дворец в Манисе в Западной Анатолии, где наследные принцы (шехзаде) Османской империи получали образование. Существуют разные версии того, как именно Ибрагим оказался во дворце Манисы: по одной из версий он был сразу продан во дворец; по другой, его купила некая богатая вдова, которая заботилась о ребёнке, дала ему образование (в частности музыкальное), а затем подарила мальчика будущему султану Сулейману I; ещё одна версия, восходящая к современнику, Джовио, говорит о том, что Ибрагим стал рабом в доме Искендера-паши, который и захватил его в плен. Вполне вероятно, что отчасти верны обе последних версии: Ибрагим был захвачен в плен, куплен Искандером-пашой, отдан им вдовой дочери, которая заботилась о ребёнке; когда в Эдирне, где жила эта женщина, в 1514 году приехал Сулейман, она подарила Ибрагима ему.
Точная дата рождения Ибрагима неизвестна, однако сохранились документы, в которых утверждается, что сам Ибрагим говорил, что родился в ту же неделю, что и Сулейман, то есть в 1494 году.
Ибрагим быстро подружился с будущим султаном, который был его сверстником. Он обучался вместе с Сулейманом, знал несколько языков:  владел османским, итальянским, персидским, не забыв при этом родного греческого; любил читать различные книги по истории и географии. После вступления Сулеймана на Османский престол в 1520 году Ибрагим был удостоен различных званий, в том числе и поста хранителя султанских покоев.

### Великий визирь
Практически все великие визири, как до Ибрагима-паши, так и после него, перед тем как получить назначение на высший пост, проходили последовательно ступени карьеры. Зарекомендовав себя на невысоких постах, поднимались выше, потом получали пост третьего визиря, потом второго (с ростом империи число визирей выросло до шести). После смерти или снятия с поста великого визиря, его место занимал второй визирь, место второго визиря — третий. Иногда происходило перетасовывание постов, или же двух визирей меняли местами. Когда в 1523 году Пири-паша, назначенный на этот пост ещё султаном Селимом I в 1518 году, ушёл в отставку, его пост должен был получить второй визирь Хаин Ахмед-паша. Однако Сулейман хотел заменить вельмож Селима на свои креатуры, поэтому он неожиданно для всех назначил великим визирем своего раба, близкого друга и фаворита, Ибрагима.
Это породило сразу целый комплекс проблем. Во-первых, Ибрагим был чужаком в османском истеблишменте как для потомков османского нобилитета (по рождению), так и для выходцев из девширме (которые обучались в Эндеруне). Он не имел за собой поддержки в виде репутации, поскольку до этого не занимал постов, иначе как лично при Сулеймане, и не имел других заслуг, кроме дружбы и доверия султана. Чиновничество восприняло Ибрагима в штыки, считая его выскочкой. В битве при Адане Херсекли Ахмед-паша потерпел поражение, был ранен и пленён в основном потому, что более опытные и старшие по возрасту паши, командовавшие войсками, над которыми Ахмеда поставили главным, не желали ему подчиняться.
Кроме того, как показали дальнейшие события, Хаин Ахмед-паша был крайне обижен. Попросив назначение бейлербеем в Египет, он взбунтовался и в 1524 году Айяс Мехмед-паша был послан подавить восстание. Ахмеда-пашу победили благодаря предательству и казнили в 1524 году. Ибрагиму пришлось лично прибыть в Каир для наведения порядка и налаживания управления провинцией.

### Дипломат

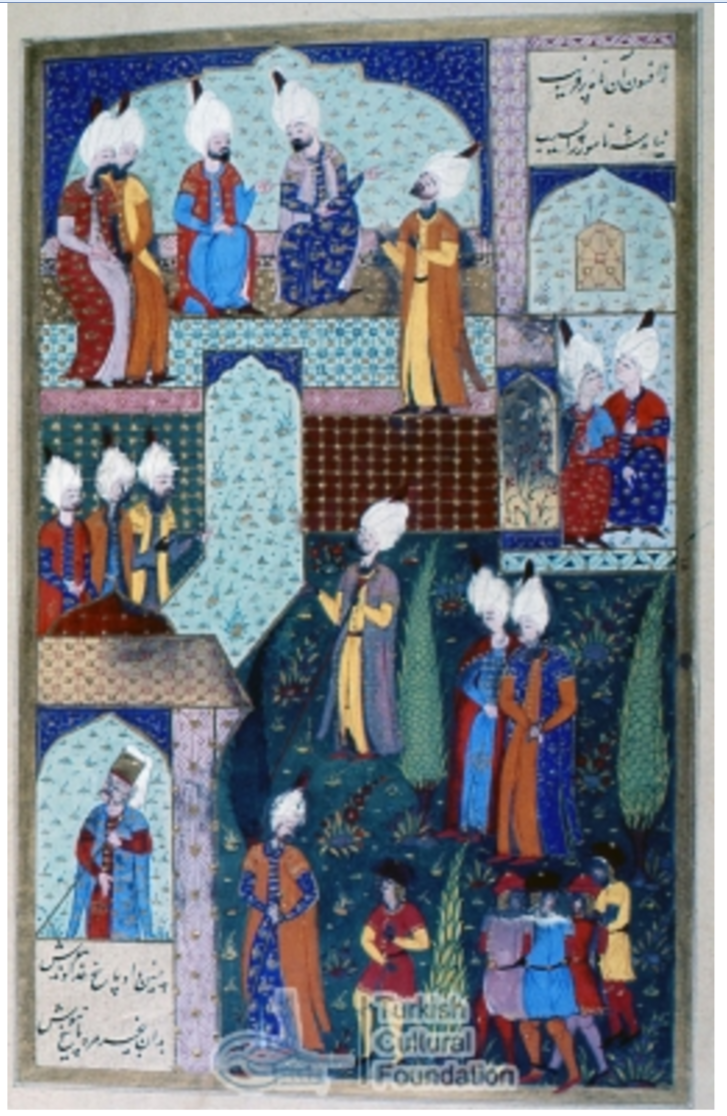
Приём Ибрагимом-пашой австрийского посла.
Сулейманнаме, TSM H1517, f.328a

На дипломатическом фронте Ибрагим-паша был очень успешен. Он договорился о выгодных сделках с лидерами католических держав. Венецианские дипломаты даже назвали его «Ибрагим Великолепный», обыгрывая эпитет султана Сулеймана.
В 1533 году он провёл переговоры с послами короля Испании Карла V насчёт Венгрии. Хотя переговоры прошли успешно и это принесло Османской империи дипломатическую победу, Ибрагим-паша на этих переговорах повёл себя как настоящий временщик, который правит Османской империей вместо самого султана Сулеймана.
В 1535 году Ибрагим-паша в ходе переговоров с французским посланником Жаном де ла Форетом подписал монументальное соглашение — капитуляцию перед Франциском I, — которое дало Франции благоприятные торговые права в Османской империи в обмен на совместные действия против Габсбургов. Это соглашение могло бы создать основу для совместных франко-турецких военно-морских учений, в том числе базирования флота Оттоманской империи на юге Франции (в Тулоне) в течение зимы 1543—1544 годов.

### Военачальник и чиновник

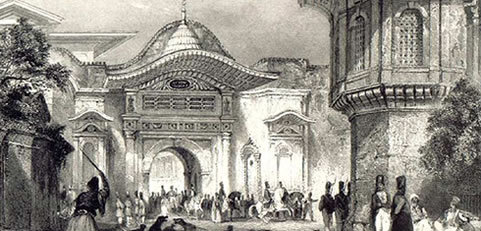
Высокая Порта — канцелярия великого визиря и дивана

После назначения на пост великого визиря 27 июня 1523 года Ибрагим-паша продолжал получать другие дополнительные должности и титулы от султана, и его влияние в Османской империи стало почти столь же абсолютным, как и влияние самого Сулеймана.
Хотя он уже давно принял ислам, Ибрагим-паша поддерживал родственные связи и даже вывез своих родителей, чтобы жить с ними в османской столице.
В 1524 году Ибрагим-паша был вынужден подавлять мятеж египетского наместника Хаин Ахмеда-паши, а в начале второй половины 1520-х годов султан Сулейман отправил его на подавление восстания во главе с проповедником — мехди Календаром Челеби в Анатолии.
Его дворец на площади Султанахмет в Стамбуле в настоящее время — музей турецкого и исламского искусства. Дворец построен с явно оборонительной концепцией и мог выдержать длительную и мощную осаду (Ибрагим имел грозных соперников).
Ибрагим-паша принимал участие во всех военных кампаниях султана Сулеймана. В частности, он в звании сераскира командовал армией Османской империи во время Мохачского сражения 1526 года, осады Вены 1529 года и Персидского похода 1534—1535 гг. Опытный командир армии Сулеймана, он в конце концов попал в немилость после неосторожности, совершённой во время кампании против тюрко-персидской империи Сефевидов, наградив себя прозвищем, включающим слово «султан». К тому же, этот титул именовался Султан Сераскир, что было серьёзным оскорблением для Сулеймана. Этот инцидент запустил серию событий, которые в итоге привели к казни Ибрагима в 1536 году.

### Предпосылки краха
Негативно на жизнь Ибрагима-паши повлияло его соперничество с главным казначеем Османской империи Искендером Челеби. Когда в 1534 году султан Сулейман возобновил войну с шахом Персии Тахмаспом, он отправил армию во главе с Ибрагимом-пашой в поход на столицу Сефевидской державы Тебриз. Хотя поход был успешен, конфликт между Ибрагимом-пашой и Искендером Челеби, который принял участие в походе в качестве помощника сераскира, обострился. После того, как султан прибыл в действующую армию и захватил Багдад, Искендер Челеби был обвинён в дезорганизации снабжения турецких войск и вскоре казнён через повешение.
Существует легенда, что призрак казнённого дефтердара прибыл к султану во время сна и Сулейман после этого поклялся предать казни Ибрагима-пашу.

Тело Паргалы Ибрагима-паши несут из его дворца к лодке, чтобы отвезти в Галату.

### Казнь
В ранние годы дружбы Сулейман якобы поклялся, что Ибрагим никогда не может быть казнён во время правления Сулеймана.
Поскольку Сулейман поклялся не отнимать жизнь у Ибрагима в годы своего же правления, то кадий Стамбула Эбуссууд-эфенди дал ему такое толкование: «Жизнь — это активность, когда мы спим — мы не живём. Пусть он умрёт, когда ты спишь». Дженкинс приводит этот рассказ со ссылкой на Бодьера, но указывает, что каких-либо других доказательств в документах она не обнаружила.
15 марта 1536 года во время празднования Рамадана Ибрагим-паша по давней дружеской традиции ужинал с Сулейманом ночью во дворце Топкапы. Утром следующего дня в покоях было обнаружено его тело. Как это описал Доменико Тревизано, венецианский посол: «…со следами, говорящими, что он был удавлен после свирепой борьбы».
Покрытый чёрной попоной конь отнёс тело великого визиря к его дому, и оно было спешно захоронено в дервишском монастыре в Галате без какого-либо памятника, отмечающего место могилы.
Огромные богатства, как было принято в империи после смерти великого визиря, были немедленно конфискованы и отошли в казну.

## Женитьба и версии о происхождении жены

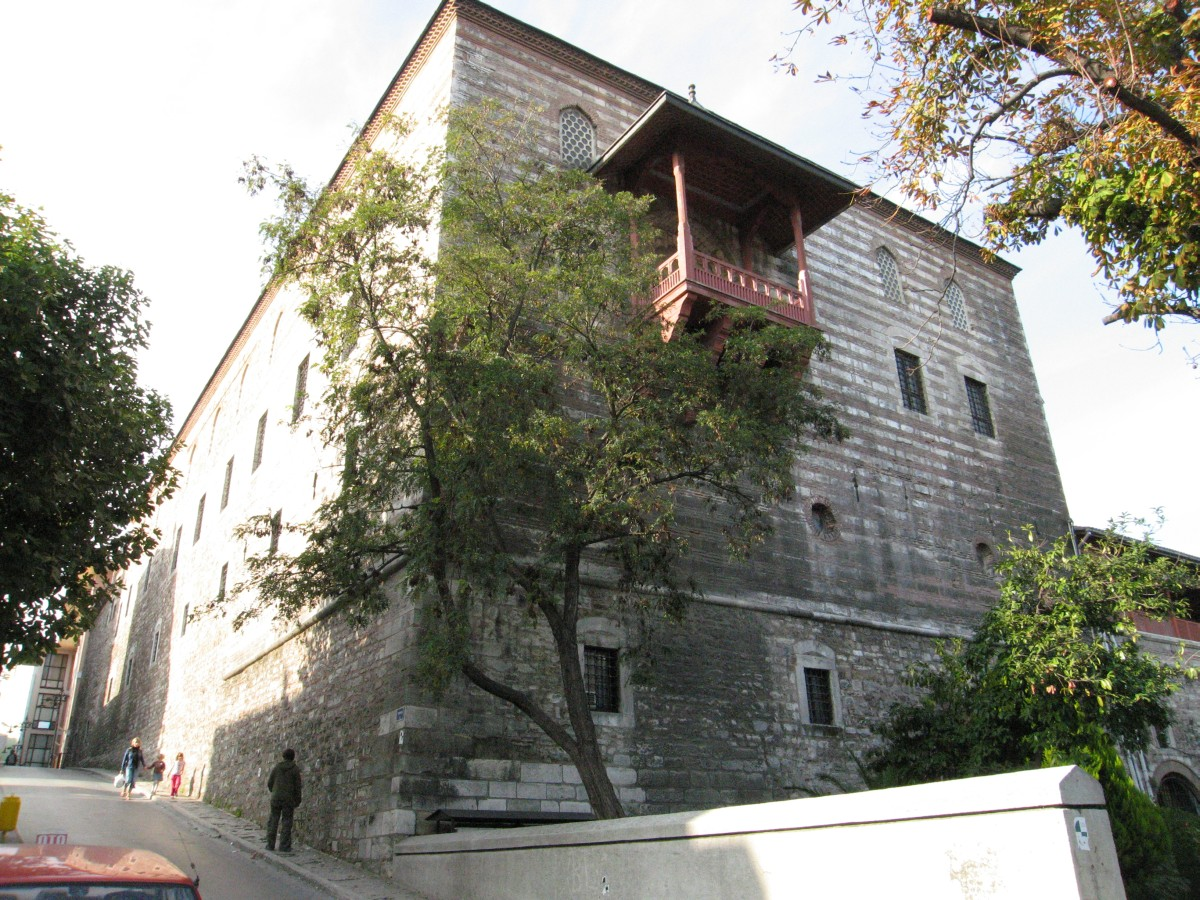
Дом Ибрагима-паши, ныне музей. Стамбул

В 1524 году состоялись пышные торжества по случаю женитьбы Ибрагима-паши. Султан Сулейман присутствовал на торжестве и подарил молодожёнам огромный дворец на ипподроме в Стамбуле. Описывающие свадьбу исторические первоисточники не раскрывают личности супруги Ибрагима-паши, что вызвало появление различных версий о её происхождении. Часть версий допускает, что Ибрагим-паша был женат не единожды.
В настоящее время доминирующей является версия, что Ибрагим-паша был женат на Мухсине-хатун, дедом которой по матери был Михалоглу Искендер-паша, однако некоторое время было распространено мнение, что женой Ибрагима была сестра Сулеймана, Хатидже-султан

### Хатидже-султан
Версия о женитьбе Ибрагима на Хатидже получила распространение в середине XX века. Некоторые источники и ранее допускали, что Ибрагим-паша женился на одной из сестёр султана, но не называли конкретного имени. Эти версии восходят, вероятно, к Ибрагиму Печеви (1574—1650), за ним к князю Д. Кантемиру (1673—1723), а за ними к  Й. Хаммеру (1774—1856). Документального подтверждения они не имеют: ни один современный Ибрагиму исторический документ не называет его титулом «дамат», положенным зятю султана, ни один из современных ему историков не упомянул о женитьбе на дочери султана, а расходные книги казны не указывают расходов на свадьбу сестры Сулеймана с Ибрагимом, хотя обычно все траты на членов семьи султана скрупулёзно фиксировались.
Имя Хатидже-султан в качестве возможной жены Ибрагима-паши первым назвал известный турецкий историк Исмаил Узунчаршилы. Через несколько лет он отказался от этой версии, назвав её ошибочной, тем не менее, она получила некоторую поддержку. Наиболее последовательным сторонником этой версии стал другой турецкий историк, Чагатай Улучай. Опираясь на наличие источников, называвших Мухсине-хатун женой Ибрагима-паши ещё до 1524 года, он пришёл к выводу, что Ибрагим-паша развёлся с Мухсине-хатун перед женитьбой на Хатидже-султан. Кроме того, Ч. Улучай ссылался на Джемаля Кутая, не являвшегося профессиональным историком и утверждавшего, что он обнаружил упоминание о браке Ибрагима и Хатидже в письме О. Бусбека, посла Карла V в Стамбуле, датированном 21 марта 1536 года. Якобы, Бусбек сообщал: «Ибрагим-паша был тайно вынесен из дворца после его удушения, а его тело было захоронено в месте, неизвестном даже его жене Хатидже-султан». Э. Туран назвала статью Кутая сомнительной. Бусбек, родившийся в 1522 году не мог быть послом в 1536 году, он прибыл в Стамбул лишь в 1550-х годах. Габсбургский посланник Корнелиус де Шеффер прибыл в 1533 и уехал в 1534 году, а следующий, первый официальный посол Карла V Герард ван Велтвик прибыл в Стамбул лишь в 1545 году.
По мнению современной исследовательницы истории Османской империи Эбру Туран, работа Улучая не содержит необходимых цитат и основана на популярных, а не научных источниках. Расхождение в датах Туран объясняет тем, что брак Ибрагима-паши был фактически заключён в 1523 году, вскоре после вступления его в должность великого визиря, а торжества отложены до весны следующего года в ожидании благоприятных погодных условий для проведения церемонии с большим количеством гостей под открытым небом.
В отчете байло Брагадина от 1526 года указано, что Хатидже-султан, упомянутая как вдова казнённого султаном Селимом «басса Бостанци», была замужем за вторым визирем Мустафой-пашой во время написания отчёта. Таким образом, Хатидже не могла выйти замуж за Ибрагима в 1523 или 1524 году. Брагадин дал много подробностей жизни Ибрагима и его отношений с Сулейманом. В частности, он писал, что Ибрагим был женат и жил со своей матерью и двумя братьями во дворце, подаренном ему султаном, что мать и жена султана подружились с Ибрагимом из-за любви Сулеймана к нему. Было бы странно не упомянуть близкое родство султана и жены визиря в таком подробном отчёте, если бы таковое родство действительно имело место.
Стефан Герлах, приехавший в Стамбул в 1573 году, писал, что Хюррем увидела носовой платок Сулеймана у жены Ибрагима и ревновала, подозревая их отношения. Это не могла быть Хатидже.
Историк Эстер Дженкинс, автор биографии Ибрагима, писала, что не может найти доказательств брака Ибрагима с Хатидже. Тем не менее некоторые историки придерживаются этой версии.

### Мухсине-хатун
Эту версию в 1965 году выдвинул Узунчаршилы, опровергая собственную версию о браке Ибрагима с Хатидже. Учёный написал: «В первом издании второго тома османской истории я заявил, что Ибрагим-паша женился на Хатидже-султан, одной из дочерей султана Селима Явуза… Я был не прав и теперь в этой статье я исправлю эту ошибку».
Дополнительным аргументом учёного (помимо отсутствия упоминаний о браке с Хатидже в документах того времени) была переписка Ибрагима с женой. В письме жена Ибрагима извиняется, что без его разрешения отправилась во дворец принести соболезнования по случаю смерти валиде, матери Сулеймана. Если бы женой Ибрагима была сестра Сулеймана Хатидже, дочь султана Селима и валиде, ей не нужно было бы извиняться перед мужем. В ответном письме Ибрагим писал жене, что если её пригласят на праздник, пока он находится в экспедиции, то она не должна идти во дворец, но принести соболезнования допустимо. По словам Узунчаршилы «стиль выражений Ибрагима-паши в его письме заставляет думать, что он ревнует… По моему мнению, Ибрагим-паша не хотел, чтобы его жена бывала во дворце, пока он участвует в кампании, чтобы предотвратить инцидент, подобный происшествию великого визиря Фатиха Махмуда-паши», когда жена визиря провела ночь в доме жены султана и была обесчещена сыном султана. Ещё одним аргументом Узунчаршилы были документы вакуфа мечети в стамбульском районе Кумкапы, известной как «мечеть жены Ибрагима-паши» (построена Синаном в 1532 году). По мнению Узунчаршилы приведённые факты исключают возможность того, что жена Ибрагима была сестрой Сулеймана. Годом позже Нигяр Анафарта обнаружила в архивах Топкапы и опубликовала письмо Ибрагиму-паше от его жены, подписанное именем Мухсине.
Известно, что Мухсине-хатун пыталась отказаться от брака с Ибрагимом-пашой, не желая выходить замуж за бывшего раба своей семьи. В браке их отношения улучшились, что подтверждается обнаруженной перепиской супругов, продолжавшейся вплоть до смерти Ибрагима-паши и раскрывающей весьма тёплые семейные отношения. Мусхине-хатун родила Ибрагиму сына Мехмеда, который умер в 1539 году.
Свидетельства о браке Ибрагима и Мухсине были оставлены и современными им источниками:
- Ещё в 1523 году Пьетро Зен писал о встрече с родственником жены Ибрагима-паши. В этом письме Зен подробно описывает её родственные связи[49].
- В октябре 1523 года Марино Санудо записал: «В грядущем Мае (1524 года) Ибрагим женится на девушке (внучке — e fia di una fia) из семейства боснийского» паши[50]; а 6-го декабря того же года: «…которого (Ибрагима) Повелитель ныне женит на дочери одной вдовы, жены… [текст поврежден]… Боснии… Повелитель заказал Синьории кипрский сахар на 8000 дукатов беспошлинно для упомянутой свадьбы»[51].
- Женитьба Ибрагима на внучке Искандера упомянута Паоло Джовио в «Commentarii di cose di Turchi»[52].
- В хронике XVI века İbtihâcü't- Tevârih есть запись о поездке Ибрагима в Дамаск, губернатором которого являлся сын Искандера-паши, названный в хронике «родственником уважаемой жены Ибрагима». Запись относится ко времени экспедиции Ибрагима в Египет через 4 месяца после свадьбы[53].

### Прочие версии
- Николае Йорга писал, что Ибрагим женился на дочери дефтердара Османской империи Искендера Челеби[англ.], однако никаких доказательств не привёл[46].
- Существовало предположение, что жена Ибрагима была членом семьи Херсекли Ахмеда-паши[29].

## В массовой культуре
- 1996—2003 — телесериал «Роксолана» (Украина); роль Ибрагима исполнил Рафаэль Котанджян.
- 2003 — сериал «Хюррем Султан» (Турция); роль Ибрагима исполнил Сердар Дениз.
- 2011—2014 — сериал «Великолепный век» (Турция); роль исполнил Окан Ялабык. В сериале был врагом Хюррем, хотя реальных свидетельств этому нет.
- В игре Sid Meier's Civilization VI является уникальным губернатором Османской империи (в дополнении Gathering Storm).

## Комментарии
1. ↑  "Muhsine, granddaughter of an illustrious statesman, is now largely accepted as Ibrahim's wife"[23].
2. ↑  "he [Solyman] gives him, in the year 930 [1524], his sister  in marriage"[30].
3. ↑  "Souleïman célébra à Constantinople, avec une pompe jusqu'alors inaccoutumée, le mariage de sa sœur avec le grand-vizir Ibrahim-Pascha (18 redjeb 930 — 22 mai 1524)"[31].
4. ↑  Согласно Сакаоглу, Джемал Кутай в статье 
"Makbul
İbrahim Paşa Nasıl Maktül İbrahim Paşa Olmuştu?" приводит следующую цитату (якобы, перевод Бусбека): ""İbrahim Paşa, boğulduktan sonra ölüsü gizlice saraydan çıkartılıp, hanımı Hatice Sultan'dan bile gizlenerek, bilinmeyen bir yere gömdürüldü. Şu an dehşet içindeyim!"[36]
5. ↑  " Uluçay ... quotes from popular works of dubious scholarship, such as Cemal KUTAY’s article entitled “"Makbul İbrahim Paşa Nasıl Maktül İbrahim Paşa Olmuştu?"” Tarih Konuşuyor 3 (1965): 1181–1186."[37]